# Ёсиока-рю
Ёсиока-рю (яп. 吉岡流) — древняя школа кэндзюцу, классическое японское боевое искусство (корю), основанное в XVII веке Ёсиокой Кэмпо (яп. 吉岡 拳法). Школа пользовалась большой популярностью во второй половине XVII века, когда её создатель был назначен инструктором фехтования сёгуната Асикаги в Киото.

## История
Школа Ёсиока-рю была основана приблизительно в 1532 году (период Сэнгоку) мастером фехтования Ёсиокой Кэмпо, членом знаменитого клана Ёсиока. Изначально создатель школы работал простым красильщиком, и его семья славилась особым методом получения единого синего тона. Позже он начал осваивать техники кэндзюцу, а затем основал свой собственный стиль, который стал частью Кё-хати-рю (яп. 京八流, «8 школ столицы»). Ёсиока Кэмпо был известен своими навыками фехтовальщика, и по этой причине стал официальным инструктором сёгуна Асикага Ёсихару.
Одна история гласит, что Ёсиока пострадал от удара палкой одного из актёров театра Но во время выступления в замке сёгуна, после чего он униженно покинул сцену. Стыд за то, что он не смог защитить себя от случайного нападения актёра был слишком велик для мастера меча и инструктора сёгуна. Поэтому вскоре Кэмпо вернулся и убил актёра на публике при помощи меча, который он незаконно ввёз в замок под одеждой. Поскольку применение оружия любого рода было строго запрещено под страхом суда и смерти, Ёсиока был объявлен преступником. Прежде чем Кэмпо был убит, он лишил жизни многих своих преследователей.
Тем не менее Ёсиока создал прочный фундамент для одной из самых известных школ кэндзюцу в Киото, руководство над которой приняли на себя его дети и внуки. Но несмотря на это школа Ёсиока-рю просуществовала всего 4-е поколения.
Однажды сёгун Асикага Ёситэру провел сравнительный бой между Ёсиокой и Синмэном Мунисаем (отцом Миямото Мусаси), в котором последний выиграл со счетом 2:1. Эта битва стала причиной жестокой вражды между обеими семьями. Всего спустя одно поколение, Миямото Мусаси вновь одолел представителей Ёсиока-рю — Ёсиоку Сэйдзюро (яп. 吉岡 清十郎) и Ёсиоку Дэнситиро (яп. 吉岡 伝七郎). А убийство Ёсиоки Матаситиро (яп. 吉岡 又三郎) окончило вражду и привело к упадку школы Ёсиока-рю. В 1614 году члены семьи Ёсиока участвовали в битве за Замок в Осаке, после чего они закрыли школу и занялись текстильным делом.

## Генеалогия
Школа Ёсиока-рю имеет короткую линию передач, так как просуществовала короткий промежуток времени:
1. Ёсиока Кэмпо, основатель;
2. Ёсиока Сэйдзюро;
3. Ёсиока Дэнситиро, брат Сэйдзюро;
4. Ёсиока Матаситиро, сын Сэйдзюро.